# بيلي غرين
بيلي غرين (بالإنجليزية: Billy Green)‏ (1 يناير 1882 في المملكة المتحدة - 1 فبراير 1951 في المملكة المتحدة) هو لاعب كرة قدم بريطاني (وحمل سابقاً جنسية المملكة المتحدة لبريطانيا العظمى وأيرلندا) في مركز حراسة المرمى. لعب مع نادي برينتفورد ونادي بيرنلي وGravesend United F.C. ‏ ونادي برادفورد بارك أفنيو.